# Чернецов, Валерий Николаевич
Вале́рий Никола́евич Чернецо́в (17 марта 1905 — 29 марта 1970) — советский этнограф и археолог, специалист по угорским народам.

## Биография
Родился 17 марта 1905 года в Москве в семье архитектора. После революции некоторое время учился на естественном факультете Пречистенского института, позже в Московском электротехническом институте. В 1923 году в составе геодезической экспедиции приезжает на Северный Урал. Именно в этой поездке определился круг его интересов: история, этнография и археология народов Северного и Среднего Урала.
За годы пребывания в этом регионе Чернецов выучил язык манси и стал одним из авторов первой азбуки и учебников мансийского языка. С 1925 по 1930 годы он учится на этнографическом отделении географического факультета Ленинградского университета.
В 1930-х преподавал в Ленинградском педагогическом институте им. Герцена, был научным сотрудником сначала Института народов Севера, затем Музея антропологии и этнографии. В этой время вышли его статьи о культуре манси: языковедческие и этнографические о терминах мансийского языка касательно средств передвижения, о чуме, фратриальном устройстве обских угров.
В томе «Народы Сибири» (1956) он является одним из авторов раздела «Ханты и манси». К этнографии обских угров Чернецов обращается и в очерке о Нижнем Приобье I тыс. н. э. — издания 1957 г.. В 1959 г. публикуется его статья, посвященная представлениям о душе у обских угров.
В 1940 году Чернецов переехал в Москву и до конца жизни работал научным сотрудником Института истории материальной культуры АН СССР. В это время в его работе на первый план выходят археологические исследования, с использованием этнографического материала.
В 1970 году подготовил к защите докторскую диссертацию «Наскальные изображения Урала».

## Научная деятельность
Валерий Николаевич был одновременно археологом, историком, этнографом, фольклористом и лингвистом, тесно соприкасался с естественными и техническими науками, историей искусств. Все это придавало широту и прочность его научным изысканиям.
Валерий Николаевич интенсивно работал в этнографических экспедициях у лозьвинских, сосьвинских и обских манси, исследователю удалось собрать колоссальный этнографический материал. До последних дней жизни он был членом редакционной коллегии журнала «Советская Этнография». Также Чернецов вёл активные археологические исследования; открытые им памятники вошли в золотой фонд уральской археологии.
Особое место в его научной деятельности занимали наскальные рисунки — уральские писаницы. Их поиску, копированию и интерпретации посвящены многие годы его упорного труда.
Сбор материалов по наскальным изображениям был начат Чернецовым в 1927 году на реке Тагил. Первые экспедиции (1927, 1938) он проводил в одиночку, но несмотря на это и труднодоступность многих мест, сумел открыть и зафиксировать памятники на берегах Тагила, Нейвы, Режа, Туры, Серги.
В 1941 году увидел свет очерк Чернецова об этногенезе обских угров. Он начал готовить кандидатскую диссертацию об основных этапах истории Приобья, которую защитил в 1942 г.
В 1945 году Чернецов работал на раскопках Омской стоянки.
В 1947 году вышла статья об истории родового строя у обских угров, а также статья о проникновении восточного серебра в Приобье.
В 1948 г. Чернецов проанализировал орнамент ленточного типа.
Очерк о древней истории Нижнего Приобья с включением темы этногенеза обских угров вошёл в коллективный сборник, вышедший в 1953 г.
С конца 1950-х годов исследования уральских писаниц проводились с экспедицией Института археологии АН СССР (бытовые зарисовки из экспедиции 1960 года можно найти в мемуарах участницы экспедиции Анны Масс). Был собран огромный материал, который был обобщён в двух томах его монументальной работы «Наскальные изображения Урала» (1964, 1970). Здесь анализировались и обобщались все известные к тому времени сведения о наскальных изображениях Урала. Работа построена с учётом всей суммы собранных автором данных о духовной и материальной культуре народов региона. Помимо публикации накопленного материала, касающегося непосредственно уральских писаниц, работа содержит многочисленные факты и наблюдения этнографического характера, собранные автором в течение жизни.
В 1964 г. издана статья Чернецова о мансийских узорах, выдавленных зубами на бересте. Он также сделал доклад о периодических медвежьих обрядах обских угров на Международном конгрессе финно-угроведов.
Был избран заграничным членом Финно-угорского общества в Хельсинки.
В 1970 г. учёный подготовил, но не успел защитить докторскую: автореферат его диссертации был опубликован после кончины учёного. В 1971 году вышла вторая часть его труда «Наскальные изображения Урала».
В 1974 г. в Будапеште в немецком переводе вышла статья Чернецова о медвежьем празднике у обских угров, пролежавшая в архиве учёного с 1950 г. В 2001 г. эта работа опубликована отдельным изданием на русском языке.

### Экспедиции
Сбор полевых материалов о народе манси учёный вёл в ходе восьми экспедиций 1925—1948 гг., организованных учреждениями, в которых он трудился в соответствующие годы.
Первая поездка Чернецова к манси, на Лозьву, началась летом 1925 г.
В конце августа 1926 г. — начале февраля 1927 г., ещё студентом, он объехал Северную Сосьву, в том числе участвовал в Приполярной переписи населения 1926 г.С экспедиции 1927 г. Чернецов начал изучать тагильские наскальные изображения. Тогда же он на основе своих полевых материалов опубликовал свою первую этнографическую статью — о жертвоприношении у вогулов.
Затем учёный вновь посетил эти места с конца июня по середину декабря 1931 г. Обширную территорию бассейнов Конды, Юконды, Тапа и Северной Сосьвы Валерий Николаевич объехал с начала сентября 1933 г. по начало января 1934 г. В этой экспедиции он решал практические задачи — в частности, вёл методическую работу со школьными учителями. Будучи для манси «своим среди своих», он нередко помогал им решать житейские вопросы.
Новая экспедиция на Северную Сосьву состоялась с августа по конец ноября 1935 г., причём её главной задачей Чернецов указал «Археологическое исследование городищ и других древних вогульских поселений». Он смог собрать коллекцию мансийских предметов, вёл фото- и киносъемку. Он также сделал зарисовки по культуре манси.
За затем Чернецов посетил низовья Северной Сосьвы и прилегающий участок Оби в декабре 1936 — январе 1937 г.
Материалы последней экспедиции, материалы которой сохранились в архиве Чернецова, относятся к посещению бассейна Тагила и Ивделя в сентябре — ноябре 1938 г.
Новая поездка к манси состоялась уже после войны, в июне 1948 г., когда Чернецов посетил Кондинск и Вежакары.

### Научные труды
- Нижнее Приобье в I тыс. н. э. Обзор и классификация материала // МИА. № 58. М.: Изд-во АН СССР, 1957. С. 136—245.
- Наскальные изображения Урала // САИ,1964; 1971.В-4-12. Этнокультурные ареалы в лесной и субарктической зонах Евразии в эпоху неолита // Проблемы археологии Урала и Сибири. М., 1973
- Представление о душе у обских угров // Исследования по вопросам первобытных религиозных верований. ТИЭ,1959.Т.51.
- Древняя приморская культура на полуострове Я-мал // СЭ, 1935, № 4-5. С. 109—133.
- Чум // Советская этнография. 1936. № 6. С. 85—93;
- Мансийский язык. Очерк фонетики, морфологии и синтаксиса // Языки и письменность народов Севера. Т. 1. Л, 1937. С. 165;
- Термины средств передвижения у вогулов // Сборник памяти B.Г. Богораза. Л., 1937. С. 349—365;
- Фратриальное устройство обско-югорского общества // Советская этнография. 1939. № 2. С. 20—42;
- Очерк этногенеза обских угров // Краткие сообщения Института истории материальной культуры. Вып. IX. 1940;
- К истории родового строя у обских угров // Советская этнография . 1947. № 6—7. C. 159—183;
- Бронза усть-полуйского времени // МИА. № 35. М.: Изд-во АН СССР, 1953. С. 121—176.
- Древняя история Нижнего Приобья // Материалы и исследования по археологии СССР. № 35. М.: Изд-во АН СССР, 1953. С. 7—71.
- Периодические обряды и церемонии у обских угров, связанные с медведем //C ongressus Secundus Internationalis Fenno-Ugristarum. Pars 1. Helsinki, 1965. S. 102—111;
- Основные этапы истории Приобья с древнейших времён до X в. н. э. (Тезисы кандидатской диссертации, защищённой на заседании Учёного совета исторического факультета МГУ 27 мая 1942 г.) // КСИИМК, 1946, вып. XIII. С. 153—156.
- К вопросу о проникновении восточного серебра в Приобье // Труды Института этнографии им. Н. Н. Миклухо-Маклая. Новая серия. Т. 1. М.—Л.: Изд-во АН СССР, 1947. С. 113—134.
- Источники по этнографии Западной Сибири. Дневники экспедиций В. Н. Чернецова. Томск, 1987;
- Медвежий праздник у обских угров. Томск, 2001[7].

## Награды
- орден Трудового Красного Знамени (27.03.1954)

## Семья
Был женат на ученом-археологе — Ванде Мошинской.